# Дьявол (карта Таро)

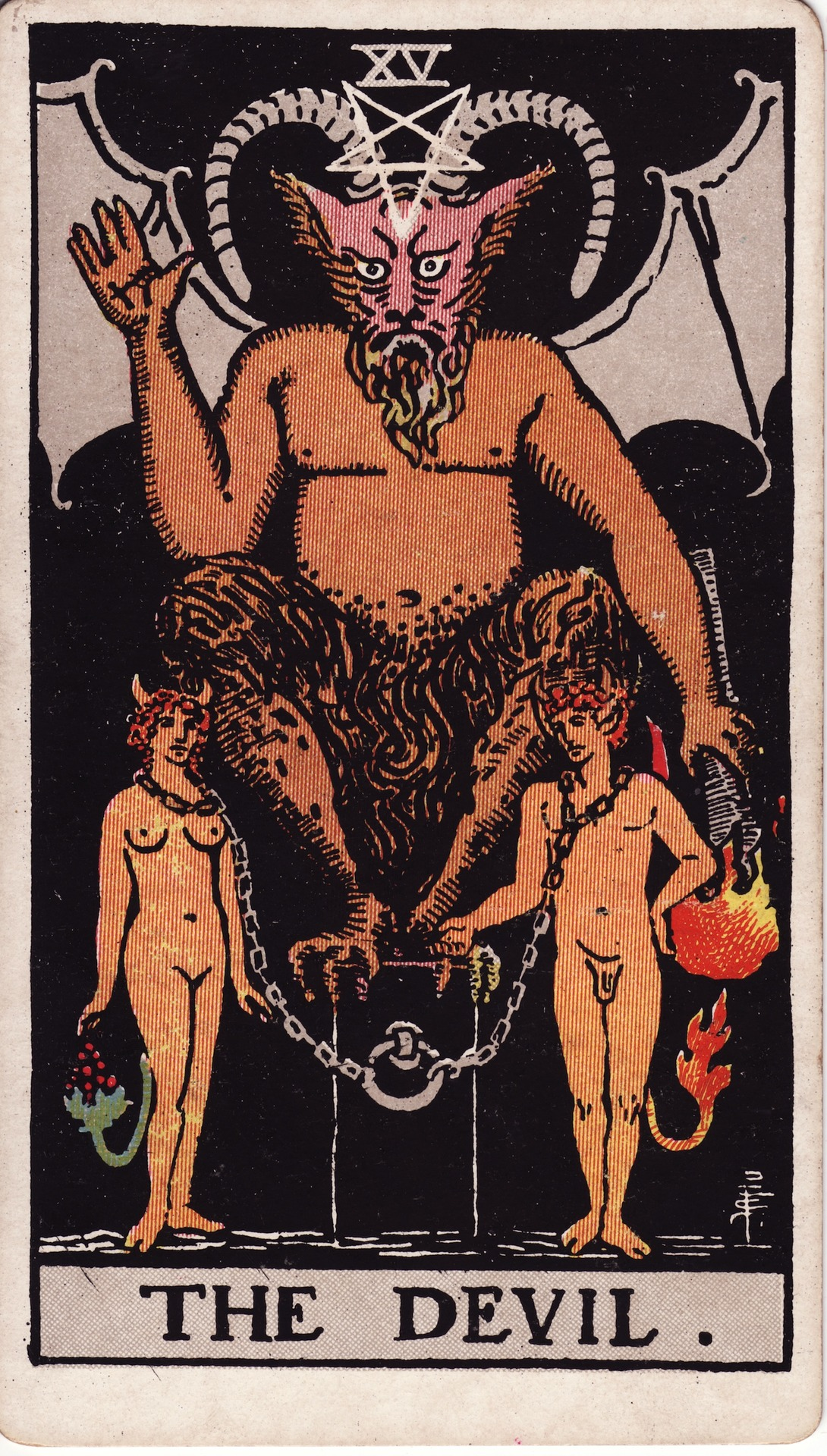
Таро Райдера — Уэйта

Дьявол (XV) — карта № 15 старших арканов колоды Таро. Она используется в карточных играх Таро, а также в гадании. Карта изображает Дьявола.

## Символизм
Согласно книге А. Э. Уэйта 1910 года "Иллюстрированный ключ к Таро ", карта Дьявол несёт в себе несколько гадательных ассоциаций:
15. Дьявол — опустошение, насилие, упорство, чрезвычайные усилия, сила, катастрофа; то, что предопределено, но не является в силу этого злом. «Перевёрнутая»: злой рок, слабость, мелочность, слепота.
В колоде Райдера-Уэйта-Смита Дьявол частично заимствован из иллюстрации Элифаса Леви «Бафомет» из его «Учения и ритуала высшей магии» (1855). В колоде Райдера-Уэйта-Смита у Дьявола ноги гарпии, бараньи рога, крылья летучей мыши, перевёрнутая пентаграмма на лбу, поднятая правая рука и опущенная левая рука, держащая факел. Он восседает на квадратном постаменте. Два обнажённых хвостатых демона, мужского и женского пола, стоят прикованные к пьедесталу. Бафомет Леви имеет крылья летучей мыши, козлиные рога, поднятую правую руку, опущенную левую руку, грудь и факел на голове, а также сочетает в себе человеческие и звериные черты. Многие современные колоды Таро изображают Дьявола как существо, похожее на сатира. Согласно Уэйту, Дьявол стоит на алтаре.
В колодах Таро до Элифаса Леви, таких как Марсельское таро, дьявол изображался с грудью, лицом на животе, глазами на коленях, львиными лапами и мужскими гениталиями. У него также есть крылья летучей мыши, рога, поднятая правая рука, опущенная левая рука и посох. К его пьедесталу привязаны два существа с рогами, копытами и хвостами.
Карта Дьявол связана с планетой Сатурн и коррелирующим с ней знаком зодиака — Козерогом.

## Путешествие старших арканов
Карты старших арканов рассказывают историю под названием «Путешествие дурака», начиная с «Дурака» (0) и заканчивая «Миром» (XXI) . Дьявол появляется после четырнадцатой карты старших арканов, Умеренности. Он представляет причастность Дурака к материализму и самодовольству.

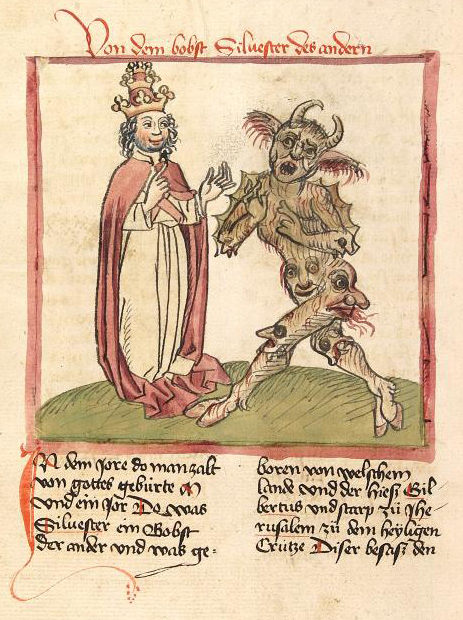
Дьявол в таро похож на другие европейские изображения Сатаны. Здесь Дьявол предстает перед папой Сильвестром II в британской рукописи. (Cod. Pal. germ. 137, Folio 216v Martinus Oppaviensis, Chronicon pontificum et imperatorum ~1460)

## Примечания

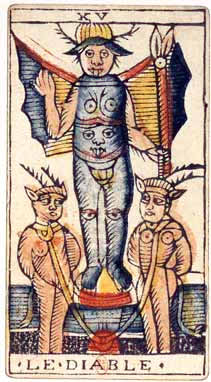
Дьявол, из Марсельського таро Жана Додаля, начало XVIII века